# 死魂靈
《死魂靈》（羅馬化：Myortvyye dushi，有中國大陸版本譯作《死農奴》），是俄國烏克蘭裔諷刺作家、喜劇家果戈理的主要代表作品。
該書的第一卷出版於1842年，創作時間達七年之久；第二卷是在1852年果戈理逝世後，由其作品的發行人舍維廖夫在清理作家的遺物時發現的草稿整理發表的，有不少殘缺的段落；作者原打算寫三卷本，但中間幾次焚稿，並在未完成第三卷的情況下去世了。
這本書是在普希金的創作提綱上寫成的，手稿雖然以中斷的句子做為結尾，但它仍被視作一部完整的作品。同時，四大著名吝嗇鬼中的“普留希金”（或作“普柳什金”）也是在該書中首次出現的。
鲁迅对《死魂灵》极为推崇，称“使我们不同国度，不同时代的读者，也觉得仿佛写着自己的周围，不得不叹服他伟大的写实的本领”，《死魂灵》也是他翻译的唯一一部俄罗斯的长篇小说。

## 主要人物
（按情節發展的先後順序排列）
- 【第一卷】主人公：維爾·伊凡諾維奇·乞乞科夫。主人公奴僕：謝裡方（馬車夫）；彼得盧什卡。主要地主：瑪尼諾夫；索巴凱維奇；諾茲德寥夫。女地主：納斯塔西亞·彼得羅夫娜（柯羅鮑奇卡）；普柳什金（出現在第一卷第六章）。
- 【第二卷】堅傑特尼科夫；亞歷山大·彼德羅維奇（校長）；貝特裡謝夫將軍；烏林卡；別杜赫；普拉東諾夫；柯斯坦若格洛；科施卡廖夫上校；赫洛布耶夫；瓦西里；連尼津；哈納薩洛娃（從未露面）；穆拉佐夫（富翁，同時是同情、正義的化身）。

## 第一卷故事梗概
主人公乞乞科夫的童年是灰暗的，他的父親很小就要求他一切向錢看齊，甚至帶他一起去鄰居家行竊。父親對乞乞科夫產生了極其不良的影響，直接導致了他價值觀的扭曲。長大後，乞乞科夫先後擔任各種官職，但皆因腐敗而遭革職，甚至差點鋃鐺入獄。永不悔改的乞乞科夫打起了鑽法律空子、購買“死農奴”的主意。
乞乞科夫來到了某省的NN市，巴結了各界高官，並在酒席上認識了瑪尼諾夫、索巴凱維奇、諾茲德寥夫等三個地主。隨後，他先去了瑪尼諾夫家，順利地得到了把其當作知心好友的瑪尼諾夫的同意，這使“乞君”（諾茲德寥夫對他的尊稱）感到異常高興；就在他離開瑪尼諾夫家，要去找索巴凱維奇的時候，車夫謝裡方因醉酒而帶錯了路。主僕之間發生了爭吵，結果車翻了，乞乞科夫掉進了泥坑。乞乞科夫摸索着，冒着大雨，來到了女地主柯羅鮑奇卡的家。
女地主柯羅鮑奇卡是那種“愛哭窮但又設法斂財的小地主婆”，對錢愛惜得要命。第二天，乞乞科夫跟柯羅鮑奇卡周旋了半天，但毫無效果，當最後乞乞科夫說“我本來打算從您手上收購一些農產品，因為我也為公家經辦一些專賣品”時，才出乎意料地打動了這個老太婆。令人驚訝的是，在他們寫契約書的時候，這個女地主只憑記憶，幾乎就能把所有人的名字背得滾瓜爛熟。
後來，乞乞科夫再踏上了去索巴凱維奇家的路。他在一家小館子碰見了諾茲德寥夫。諾茲德寥夫是一個徹頭徹尾的流氓，很會耍陰謀詭計，他邀請乞乞科夫去他家，喝了許多的好酒。當乞乞科夫提出要買死農奴的時候，他卻提出了各種交換的理由，比如花4000盧布買下他的公馬等等，但遭到乞乞科夫的一再拒絕。他氣壞了，拒絕再給乞乞科夫提供好酒，乞乞科夫也在一肚子氣和被蚊蟲叮咬下，輾轉反側了一個晚上。第二天，諾茲德寥夫邀請乞乞科夫打牌，遭到拒絕，最後，他在下棋的時候（乞乞科夫答應的）耍賴騙錢，被乞乞科夫當場識破並戳穿。他死皮賴臉不承認，最後惱羞成怒，竟叫他的兩個僕人來“教訓”乞乞科夫。萬幸的是，警察局局長碰巧來到他的家，乞乞科夫趁機狼狽而逃。
乞乞科夫來到了索巴凱維奇的家。索巴凱維奇長得十分像狗熊，是“粗心大意製造出來的靈魂”，同時，他也非常貪財小氣，是一只“狡猾的狐狸精”。當“乞君”提出購買死農奴的時候，他把價錢一直推到了二十五盧布，而“乞君”的最初要求是每個農奴80戈比。成交後，索巴凱維奇還恬不知恥地聲明所謂的“友誼”，令乞乞科夫既生氣又噁心。
接著，乞乞科夫從索巴凱維奇那裡獲知附近也有一個農奴主，他有一千多個農奴，其中自然有不少的死農奴。這消息令乞乞科夫幾乎尖叫了起來。告別了“狗熊”後，他就徑直來到了普柳什金家。自從普柳什金喪妻後，他的大女兒又和軍人私自結婚，唯一的兒子也進入了在他認為是“罪惡之源”的軍營，而他的小女兒最後也死了。從那以後，普柳什金就完全變了一個人。他從一個本來好設宴請客的地主，“淪落”（主要是精神上）為一毛不拔的吝嗇鬼，一個完全沒有靈魂的、無情的吝嗇鬼。他在街上撿東西，所有的破爛在他眼裡都是寶。這些垃圾堆滿了他的家。一瓶他妻子做的酒已發霉了，他還有點捨不得拿出來“招待”乞乞科夫。他要求僕人把其大女兒送來的臭酸的麵包拿來招待客人，叫僕人把麵包發霉的一層刮掉，但不能扔掉，而是要用來餵雞。他一聽說乞乞科夫要花錢收買當時還在花名冊上要繳稅的死農奴時，簡直高興壞了，把乞乞科夫視作救命恩人。很快地，他們就定下了契約。乞乞科夫收穫頗豐，他對這筆交易感到十分滿意。
（需要說明的是，果戈理在《死魂靈》中主要是揭露農奴主的醜惡嘴臉和卑劣的靈魂，他為農奴主單設一章，讓他們一個接一個地登場，即“我們主角們一個接著一個地出場，一個比一個庸俗，一個比一個更加醜陋。”）
乞乞科夫回到了NN城，辦理了農奴轉交手續。民政廳廳長等人以為乞乞科夫收購的是活的農奴，把乞乞科夫視為大地主，大富翁，故在警察局局長家設宴為他慶賀。乞乞科夫享受到了別人的特別尊重、巴結討好等等，並臆想自己真的成了大地主，大富翁。但後來，事情敗露：首先是諾茲德寥夫在舞會上發現了乞乞科夫，並當場揭穿他販賣死農奴的事情。眾人都視諾茲德寥夫是惡棍，不相信他說的話，但這也嚴重影響了乞乞科夫的心情，他慌忙告別，回家後使出一切本事把諾茲德寥夫臭罵了一頓。後來，納斯塔西亞•彼得羅夫娜（柯羅鮑奇卡）來到NN城，打聽死農奴的價格，生怕自己吃虧，結果把事情真相添油加醋地給捅了出來。
一時間，滿城都籠罩在謠言之中。新上任的總督、前期並未處理好的兩個案件、乞乞科夫收購死農奴等事件交織在一起，使得這群無用的整天沉醉在花天酒地的官僚受到了前所未有的挑戰，檢察長更是無緣無故地一命嗚呼。當時，乞乞科夫急急忙忙逃出NN城的時候，看到了街上壯觀的送葬隊伍，但他沒有時間駐足，而是快馬加鞭地逃之夭夭了。
第一卷到此結束。

## 第二卷故事梗概
小時候，還在上學的堅傑特尼科夫的心靈寄託亞歷山大•彼德羅維奇校長不幸離世，這給他造成巨大的打擊，因為彼德羅維奇校長常常鼓勵他們“前進”，總是把複雜的課講得簡明易懂，深受師生的愛戴；後來，堅傑特尼科夫來到彼得堡當公務員，俄國官場中媚上欺下的醜惡現象使初出茅廬的堅傑特尼科夫心懷不滿，年輕氣盛的他在與上司的一場衝突後，上司威脅他要么道歉，要么被革職或主動辭職。雖然他的舅舅，一個四品文官好心勸告，他還是辭職不幹，回家當了地主。剛回家的時候，他還充滿活力，但農奴的愚昧落後、虛偽狡詐的面目使他心灰意懶，最終成了一個懶人，不再過問田間的事情。
他去拜訪附近的貝特裡謝夫將軍時，遇見了將軍的清秀的、正義的女兒烏林卡。他深深愛上了烏林卡，愛情給他的生活注入了新的活力。遺憾的是，堅傑特尼科夫和貝特裡謝夫將軍都是脾氣古怪的人，他們相處得很不理想。有一次，兩位女公爵來到了將軍家，將軍在她們面前稱呼堅傑特尼科夫“你”，而不是“您”；憤怒的堅傑特尼科夫回嘴使將軍無言以對，然堅氏後拂袖而去。從此，他的愛情之火便被壓抑住了，重新回到了以前那種懶人的生活狀態之中。恰巧乞乞科夫來到堅傑特尼科夫的莊園，他為了收購死農奴，自願為堅傑特尼科夫向將軍“負荊請罪”。效果不錯，在他的撮合下，兩家和好了，堅傑特尼科夫和烏林卡重新相愛並最終結婚。（“兩家和好”之後的故事情節我們不得而知，因為該段文稿遺失了。）
將軍請求乞乞科夫向他的親戚科施卡廖夫上校報喜，乞乞科夫滿口答應，隨後便出發去找科施卡廖夫，中途誤入地主別杜赫的家。別杜赫請乞乞科夫和“苦悶先生”普拉東諾夫吃了好多的東西。當乞乞科夫說再也吃不下的時候，別杜赫說“這就像市長來了一樣，滿是人的教堂也會立刻騰出座位來，你就讓這些好東西像‘市長’一樣進入你的肚子裡去吧！”後來，他們還縱情遊覽了一番。隨後，邀請普拉東諾夫和他一起出去旅遊的乞乞科夫，與普拉東諾夫來到他姐夫柯斯坦若格洛的莊園。在柯斯坦若格洛的苦心經營下，該莊園充滿了氣息。柯斯坦若格洛來了之後，乞乞科夫先搭乘柯斯坦若格洛的輕便馬車，向“瘋子”科施卡廖夫上校通知了消息，並在那裡被苦苦折騰了好多時間。回來之後，乞乞科夫迫不及待地向柯斯坦若格洛討管理經驗和致富秘訣，並如願以償；而柯斯坦若格洛的慷慨激昂的演講還使他精神得到了洗禮，他認為柯斯坦若格洛是全俄國第一個使他感到真正敬佩的人物。
第二天，乞乞科夫向柯斯坦若格洛借了10000盧布，以35000盧布的低價收購了頹廢的地主赫洛布耶夫的莊園。乞乞科夫從赫洛布耶夫的口中得知，哈納薩洛娃這個女富豪是赫洛布耶夫的姑媽，他可以從她那裡繼承許多的錢財。乞乞科夫想玩弄手段騙赫洛布耶夫和哈納薩洛娃的錢。買下赫洛布耶夫的莊園後，乞乞科夫想像著未來美好的一切，喜不自禁，同時心懷鬼胎，打算吞食借來的10000盧布。後來，乞乞科夫和普拉東諾夫的哥哥瓦西里相遇。瓦西里是個謹慎的人，認為乞乞科夫不太值得信任，但還是同意讓弟弟和乞乞科夫出外旅遊。乞乞科夫插手連尼津強佔普拉東諾夫兄弟土地一事，自告奮勇要幫他們解決，其實只是想向連尼津購買死農奴。
乞乞科夫通過偽造遺書，騙了赫洛布耶夫的錢，最後被告發，外加收購死農奴等事情，乞乞科夫在試穿新燕尾服時，被憲兵帶走，並遭到公爵的審訊。他耍死狗，但公爵十分厭惡他，聲稱絕對不寬恕他。乞乞科夫近乎崩潰了，但大好人穆拉佐夫的出現為他帶來了希望。他使出渾身解數，爭取到了穆拉佐夫的支持。穆拉佐夫好心規勸他改邪歸正，乞乞科夫有所醒悟。最終，在穆拉佐夫的幫助下，公爵釋放了乞乞科夫，但要求他盡快滾出這個城市。
最後，故事在公爵的一番演講中結束了，結尾的一段是“不管是身居哪種職位，都要嚴肅而認真地思考一下自己在人世間應盡的職責和義務，因為我們所有人對此都已經很疏忽大意啦，我們好似……”（作者手稿到此中斷。）

## 寫作的背景
在1861年3月農奴制改革之前，農奴是地主的私有財產，地主可以隨意處置他們，比如買賣、抵押等。在農奴制下，農奴的生活極度貧困，他們的許多人掙扎在死亡線上。作者小時候即親眼目睹了農奴的悲慘生活，外加受1825年12月十二月黨人起義的影響，使作者很早就形成了為祖國、為人民的思想，這奠定了他日後寫出該作品的基礎。

## 書名的出處
“死靈魂”這一書名是果戈理匠心獨運的絕妙之處，他巧妙地運用了俄語中“靈魂”和“農奴”這兩個同音同形異義字的雙關語，造成意想不到的藝術效果。

## 意義
這部小說中，作者既描繪出了沙皇暴政貪官污吏的群醜圖，也出色地繪出了一幅地主豪紳的群醜圖，並在这幅群醜圖上以俄羅斯文學史前所未有的大無畏的勇氣暢快淋漓地吐出了對沙皇暴政和農奴制的滿腔仇恨，進行了無情的揭露、諷刺、嘲笑和批判，把一個個貪官污吏和地主豪紳的惡性暴露在讀者面前，有力地批判了封建沙皇的落後的社會政治制度。

## 影響
《死魂靈》被認為是果戈里一生創作生涯的巔峰之作，它的出現使現實主義在俄羅斯文學中獲得徹底勝利，並開闢了批判現實主義時期。因此，這一時期（十九世紀三、四年代）被車爾尼雪夫斯基稱為俄羅斯文學的“果戈里時期”，而果戈里也獲得了“俄國散文之父”的桂冠。別林斯基當時專門著文論述《死魂靈》，他指出這部作品“既是真實的，又是愛國主義的，它無情地撕下現實身上的外衣，洋溢着對俄國生活熱情的、神經質的愛，帶血緣的愛”。